# 'Ndrina Bonavota
I Bonavota sono una 'ndrina calabrese di Sant'Onofrio e Stefanaconi nel vibonese. Hanno esponenti in Piemonte, in particolare a Torino, Carmagnola e Moncalieri, ma anche a Roma e sono alleati degli Anello, dei Lo Bianco e dei Mancuso. Le loro attività comprendono l'estorsione, l'usura, il traffico di droga e il riciclaggio.

## Storia

### Anni '80 - I Bonavota a Carmagnola
Almeno da questo periodo si fa risalire l'esistenza della 'ndrina dei Bonavota.
Un omicidio avvenuto il 25 dicembre 1980 a Carmagnola avrebbe sancito il dominio sul territorio della cosca da lì fino ad oggi con a capo Salvatore Arone sulla città.

### Anni '90 - Faida di Sant'Onofrio
Tra gli anni ottanta e primi anni novanta sono stati coinvolti in una sanguinaria faida contro le cosche Petrolo-Bartolotta di Sant'Onofrio e Stefanaconi, a causa del furto di bestiame e dell'omicidio del ventenne pastore Francesco Calfapietra il 27 gennaio 1990.
Il 3 gennaio 1991 viene ucciso Domenico Moscato vicino ai Petroli; il 6 gennaio 1991 viene compiuta una strage (nota come strage dell'epifania o Massacro della befana) da un commando della cosca Petrolo contro i Bonavota in piazza Umberto I a Sant'Onofrio lasciando 2 morti e nove feriti innocenti. Nella faida intervennero contro i Bonavota anche i Mancuso, i quali avrebbero fornito armi alla fazione opposta per affiliare esponenti dei Matina-Petrolo. Rosario Fiaré dell'omonima 'ndrina di San Gregorio d'Ippona, tentò di riappacificare i due fronti, come anche descrive una sentenza del 1996 del Tribunale di Vibo Valentia ci fu un incontro in sua presenza voluto dal clan Petrolo ma senza esito. I Bonavota replicarono con tre tentati omicidi nei confronti di Paolo Augurusa, Fedele Cugliari e Petrolo Rosario. Il 10 giugno 1992, a Zingonia (Bergamo) viene ucciso Fedele Cugliari, braccio destro del boss Vincenzo Petrolo.

### Anni 2000 - L'operazione Uova del drago, il commissariamento del comune di Sant'Onofrio e la nascita del locale di Sant'Onofrio
Nel 2002 viene ucciso a Maierato Alfredo Cracolici e a Pizzo il 4 maggio 2004 Raffaele Cracolici, appartenenti ad una cosca rivale, i quali avrebbero chiesto aiuto ai Giampà, che non si sono resi disponibili in quanto non avrebbero voluto fare "sgarbo" ai Bonavota, come chiarito nelle carte del processo Uova del drago, secondo il pentito Giuseppe Giampà.
Il 30 ottobre 2007, nell'operazione Uova del drago condotta dai Carabinieri del Nucleo Operativo e Radiomobile della Compagnia di Vibo Valentia, comandato dal Ten. Marco Montemagno, finiscono in manette alcuni esponenti dei Bonavota, accusati di omicidio, tentato omicidio, estorsione ed associazione di stampo mafioso; nel blitz viene coinvolto anche l'ex assessore allo sport del comune di Sant'Onofrio Filippo Trimboli, questi nel provvedimento di fermo della DDA di Catanzaro viene descritto come il compare di Pasquale Bonavota, eletto consigliere comunale di Sant'Onofrio per volontà della cosca Bonavota; il politico il 20 ottobre 2010 è stato assolto dalla Corte d'assise d'appello di Catanzaro per le accuse contestatigli nell'operazione di polizia dopo essere stato condannato a due anni in primo grado.
Nel luglio 2008 viene arrestato il latitante Francesco Fortuna (affiliato al clan dei Bonavota) sfuggito al blitz del 2007 nell'operazione Uova del drago; nel covo vengono rinvenute numerose armi da fuoco (un kalashnikov, un revolver calibro 357, una carabina Winchester, un fucile a pompa a canna corta, un fucile calibro 12 semiautomatico, un migliaio di munizioni e un lampeggiante in dotazione alla forze di polizia). Inoltre, il latitante viene trovato in compagnia della figlia dell'ex presidente della provincia di Vibo Valentia, attuale consigliere regionale calabrese dell'UDC Ottavio Bruni, anche se il politico ha sostenuto di non essere a conoscenza di questo rapporto tra la figlia e il latitante, lasciando comunque la carica di sottosegretario alla giunta regionale calabrese durante il governo di Agazio Loiero. Il 2 luglio 2010 la procura della repubblica di Vibo Valentia chiede l'archiviazione per le accuse contestate alla figlia del politico in quanto non avrebbe favorito il latitante Francesco Fortuna.
Il 6 agosto 2008 viene arrestato il presunto capobastone Domenico Bonavota, sfuggito all'operazione Uova del drago.
Il 23 aprile 2009 il consiglio comunale di Sant'Onofrio viene sciolto per infiltrazioni mafiose; secondo la relazione del ministro dell'interno, la cosca Bonavota avrebbe svolto un ruolo determinante alle consultazioni elettorali del 2002 e 2007 (che poi si è tradotto in pesanti condizionamenti nei confronti dell'ente locale); inoltre, dichiara ancora la relazione in merito all'operazione di polizia Uova del drago del 2007: «Dall'ordinanza di custodia cautelare emerge con chiarezza il clima di tensione e paura che pervadeva gli organi di governo dell'ente".
Nel 2012 secondo il pentito Raffaele Moscato sarebbe stata autorizzata la creazione del Locale di Sant'Onofrio con a capo i Bonavota.

### Anni 2010 - I problemi con i Cracolici, l'affruntata di Sant'Onofrio e l'operazione Carminus a Carmagnola
- Il 5 novembre 2010 vengono arrestate tre persone per estorsione ai danni di un imprenditore della provincia di Vibo Valentia: tra i fermati, Salvatore Bonavota che ha legami familiari con il clan omonimo. Infatti, secondo gli inquirenti, i tre traevano la loro forza intimidatrice dai legami di Salvatore con la 'ndrina[25], ma nell'aprile 2012 Salvatore Bonavota e gli altri due imputati sono stati assolti da tutte le accuse dal Tribunale di Vibo Valentia poiché il fatto non sussiste.
- Nell'aprile 2010 il vescovo della Diocesi di Mileto-Nicotera-Tropea sospende la tradizionale Affruntata di pasqua a seguito di un attentato subito dal priore della confraternita del santissimo rosario di Sant'Onofrio. Gli inquirenti ipotizzano che dietro l'attentato ci sia la 'ndrangheta e in particolare il clan Bonavota in quanto per la prima volta vengono cambiate, dalla chiesa locale in base alle direttive del vescovo, le regole per portare a spalla le statue; rito religioso che negli anni passati era stato monopolizzato dalle cosche soprattutto per manifestare il loro potere alla comunità[26][27].
- Il 14 dicembre 2017 si conclude l'operazione Conquista che porta all'arresto di 14 persone accusate di associazione mafiosa, omicidio, danneggiamenti ed estorsione in relazione all'espansione dei Bonavota su Maierato ai danni dei Cracolici[28].
- Il 18 marzo 2019 con l'operazione Carminius si porta all'arresto un sodalizio di 'ndrangheta riconducibile ai Bonavota composto da 16 persone operante nella provincia di Torino, in particolare a Carmagnola e Vibo Valentia almeno dal 2012. Sono accusati a vario titolo di traffico di droga, gestione illecita di slot machine, fatture false e associazione mafiosa[29][30][31]. Il 2 ottobre 2019 vengono arrestate altre 24 persone accusate a vario titolo di associazione mafiosa, traffico di stupefacenti, trasferimento fraudolento di valori, estorsione ed emissione di fatture per operazioni inesistenti[32].
- Il 20 dicembre 2019 con l'operazione Fenice vengono arrestate tra Torino e Carmagnola 8 persone accusate a vario titolo di associazione mafiosa e reati fiscali, tra gli arrestati un imprenditore di Moncalieri e l'assessore regionale di Fratelli d'Italia Roberto Rosso accusato di scambio elettorale politico-mafioso; durante le elezioni regionali del 2019 avrebbe chiesto il voto a membri dei Bonavota di Carmagnola, in particolare Onofrio Garcea, pagando 15.000 €. A seguito dell'operazione Rosso si dimette dal suo incarico[33][34][35][36].

### Anni 2020 - L'arresto di Pasquale Bonavota
Il 27 aprile 2023 il boss Pasquale Bonavota accusato di omicidio, traffico di droga e associazione mafiosa è stato arrestato a Genova dopo 5 anni di latitanza..

## Struttura
Dall'operazione (fine 2017)  e omonimo processo Conquista ancora in corso, l'organigramma della cosca risulterebbe: capo-società Pasquale Bonavota, capo militare Domenico Bonavota mentre Domenico Bonavota, Domenico Febbraro, Giuseppe Lopreiato e Onofrio Barbieri sarebbero affiliati.
Il locale di Carmagnola in provincia di Torino, in precedenza solo 'ndrina distaccata, è controllato dalla 'ndrina come una 'ndrina creata a Roma da Pasquale Bonavota.

## Capibastone
- Vincenzo Bonavota (1951 - 1997), fondatore e capo storico della cosca[26].
- Pasquale Bonavota (1974), presunto capo-società, latitante dal 2018 al 2023, fratello di Nicola e Domenico[40][41][42].
- Nicola Bonavota (1976), fratello di Pasquale e Domenico.
- Domenico Bonavota (1979), presunto capo dell'ala militare, in carcere dal 2008 e condannato all'ergastolo; fratello di Pasquale e Nicola.
- Salvatore Arone (1959), presunto capo del locale di Carmagnola (Operazione Carminius del 2019)[6].
- Domenico Cugliari, con ruolo di contabile, secondo in potere solo a Pasquale Bonavota e cognato di Arone (secondo il pentito Mantella).[43]